# Districte de Rutsiro
El districte de Rutsiro és un akarere (districte) de la província de l'Oest, a Ruanda. La seva capital és Gihango.

## Geografia i turisme
Rutsiro té molts llocs turístics, un dels quals és el Parc Nacional Gishwati-Mukura, que és una reserva protegida a la part nord-oest de Ruanda, no gaire lluny del llac Kivu.
Rutsiro també té el pany anomenat "Urutare rw'Abakobwa" que significa "El pany per a noies" que té una llarga història cultural. i al costat del llac Kivu hi ha moltes petites platges entre muntanyes

## Sectors
El districte de Rutsiro està dividit en 13 sectors (imirenge): Boneza, Gihango, Kigeyo, Kivumu, Manihira, Mukura, Murunda, Musasa, Mushonyi, Mushubati, Nyabirasi, Ruhango i Rusebeya.